# Верђинело (Бреша)
Верђинело је насеље у Италији у округу Бреша, региону Ломбардија.
Према процени из 2011. у насељу је живело 40 становника. Насеље се налази на надморској висини од 129 м.